# 王虹 (演员)
王虹（1969年5月2日—），中华人民共和国一级演员，1987年就读于山东艺术学院戏剧系表演专业，1991年毕业后进入广州话剧团。曾荣获中国戏剧梅花奖、中国话剧最高奖“金狮奖”、第七届中国戏剧节演员奖、广州市第三届“广州文艺奖”精品奖；主演广播剧《家运》获全国优秀广播剧一等奖、主演话剧《男儿有泪》获中国“曹禺戏剧奖”优秀剧目奖、主演话剧《贺方军》获中宣部“五个一”工程奖等。

## 主要作品
话剧
- 《沃依采克》饰演中国三十年代的农妇、法国三十年代变态女医生
- 《安妮日记》饰演冯丹太太
- 《可以睡觉》饰演杀人魔女、旅馆女老板
- 《红尘》饰演黑子奶奶
- 《中国哑剧》饰演不同性格的六个人物
- 《微型喜剧》饰演不同方言、不同性格的八个人物
- 《这是最后的斗争》

影视
- 《无悔追踪》饰演执着、愚忠五十年代的小董老师
- 《还珠格格》第二部饰演棋社老板娘
- 《老百姓的组织部》饰演心直口快心地善良顾全大局的贤妻良母、乡民政局长妻子
- 《葛定国同志的夕阳红》饰演没文化的保姆郭嫂
- 《天下第一楼》饰演善良多病的常贵妻
- 《五月槐花香》饰演生子妈
- 《光辉岁月》饰演乐婶
- 《冤家夫妻》饰演康丽华
- 《金字招牌》饰演麻奶奶
- 《男儿本色》饰演花大姐
- 《牛郎织女》饰演周汪氏
- 《初恋》饰演大宝妈
- 《安逗与黑仔》饰演孩儿妈
- 《红色血》饰演女主角阿草
- 《红色康拜因》饰演贵州女人
- 《别跟狗较劲》饰演叶美娜
- 《呼吸》饰演女主角母亲
- 《希望协奏曲》饰演老板娘[3]